# BMW серија 3 (E21)
BMW Е21 је прва генерација серије 3, немачког произвођача аутомобила BMW који се правио од марта 1975. до октобра 1983. године. Ова возила су непосредни наследник возила BMW 2002 и касније после 1983. године бива замењен са BMW Е30.

## Развој и историја
Као већински власник BMW-a Херберт Квант, одлучује замену за своје возило 02 серију, који је претходник серије 3.
Пол Брацк, директор за дизајн у BMW-у од 1970. до 1974. године креира нови дизајн серије 3 под именом Е21. Године 1975, Мраза Луте је заменио Пол Брака и постао једини власник пројекта.
У јулу 1975, управни одбор компаније BMW први пут представља овај нови модел серије 3 на Олимпијском стадиону у Минхену за јавне процене и коментаре. Фронтални-предњи поглед на новом аутомобилу је доминирао BMW знак у облику бубрега који стоји јасно напред као поклопац предњег хладњака. Сличан стил новог возила појавио се и на моделу BMW Е12 - серија 5.
Предњи изглед аута у облику клина или грбе, купе са двоје врата па све до задњег дела аута који је био помало висок, чинили су овај ауто веома карактеристичним. Према критикама мишљеника на задњем делу аутомобила између светла позиције је убачена ребраста пластика која је покрила тај део каросерије. Иначе, сам дизајн аутомобила је јако добро примљен.
Дужине 4355 мм и 1610 мм у ширини и 1380 мм у висини BMW Е21 серије 3 је наставио традицију нове класе. Међуосовинско растојање износило је 2563 мм, ширина предњег трапа била је 1364 мм а задњег 1377 мм. На предњем трапу били су инкорпорирани летва волана за управљање и макферсон огибљење, и независно огибљење на задњој траверзни у облику слова латиничног В који су се качили независно на исту. Серво кочнице са дисковима су постојале на предњим точковима, а на задњим точковима је имао добош кочнице, док једино модел Е21 323 - редни шестак од 2300 cm³ је поседовао хидрауличке диск кочнице.
У почетку, немачка компанија Getrag је производила мануелни мењач са четири брзине који је био као стандардна опрема у овом возилу. Модел Е21 315, 1981. године је назван као народни ауто, до краја производње је долазио са мењачем од 4 брзине. Мењач од пет брзина такође од Гетрага био је додатна опрема све до краја 1981. године како са четвороцилиндричним тако и шестоцилиндричним мотором. Крајем 1981 и са почетком 1982. године петостепени мењачи су били уграђивани у сва возила сем модела 315. Модел 323 је у почетку своје производње (1978) имао 4 брзине али убрзо негде око марта 1979. године добио мењач од 5 брзина. Спортски мењач (такозвани контраш са првом брзином доле лево) је такође био додатна опрема и нуђен је само у варијанти возила 318, 320 и 323 (никад у 315 и 316). Алтернативно, купци су се могли определити и за ZF 3HP 22 тростепени аутоматски мењач који је нуђен искључиво за модел 318 и шестоцилиндричне моторе 320 и 323. Аутоматски мењач никад није нуђен за модел 315 и 316. Треба напоменути да је возило поседовало и клима-уређај све од почетка производње који је био као додатна опрема само за моделе 318, 320 и 323 пошто модели 315 и 316 нису поседовали довољно јак мотор за погон компресора.
Дизајн кокпита Е21 био је обележен као увођење новог концепта, са централном конзолом под углом ка возачу. Ова функција је постала део ентеријера BMW филозофије дуги низ година. Као знак безбедности, све ивице и контролни елементи у унутрашњости били су заобљени и испуњени.
По појављивању Е21, била су доступна 3 модела: 316 са (1,6 литара), 318 (1,8 литара) и 320 (2.0 литара) и сви са BMW-М10 редним четвороцилиндричним мотором. За јасну визуелну разлику новог модела 320, поседовали су по два светла (укупно 4), док су 316 и 318 поседовали по један округли фар.
Крајем 1975. године представљен је 320I - са М10 мотором и Бош к-џетроник системом убризгавања који је пружао 125 коњских снага користећи безоловни бензин средње октанске вредности.
По појављивању на Немачко тржиште основни модел 316 коштао је 13.600 DM (немачких марака), 318 је продаван за 14.420 и два модела дволитарског 320 за 15.330 и 17.400 немачких марака.

## Каснија еволуција и развој
Средином 1970-их, BMW је уложио 110 милиона марака у нови мотор серије, означен као М60, али је касније преименован у М20 при увођењу модела Е30 крајем 1982. Године 1977. на међународном сајму аутомобила у Франкфурту, BMW је представио своје нове варијанте Е21, са новим мотором од шест цилиндара М20. Четири цилиндра 320 модел је замењен са 320/6, дволитарска верзија М20 мотора. 323i модел је представљен, са 2.3 литара и 143 коњских снага (107 kW/145 КС), оснаживање за овај аутомобил са максималном брзином од скоро 200 km/h. Кочиони систем је такође унапређен, са 323i карактерише диск кочнице на свим точковима.
У међувремену, јавио се јаз у перформансама између 98 КС (73 kW; 99 КС) 318 и нови 320/6 који је испоручивао 122 КС (91 kW; 124 КС). 1979 на 80 годину, четири цилиндра модели су надограђени: 1.8 литарски мотор је ревидиран и ушао је на тржиште као 90 КС (67 kW (90 КС)), карбуратор мотор у 316, а поред Bosch К-Jetronic убризгавање горива за 1,8 литарски мотор подигао 318i са 105 КС (78 kW (105 КС)).
Нови модел 315 покреће 75 КС (56 kW (75 КС)) 1.6 литарски мотор М10 се појавио 1981. године.

## Списак доступних модела
- 315: Најекономичније модел уведен на тржиште као реакција на другу "нафтну кризу" крајем 1979, са М10 1.6 мотором и једногрлим карбуратором, 75 КС (56 kW (75 КС)). Последњи Е21 се производи и дели производњу са Е30.
- 316: Оригинални серије 3 основни модел са М10 1.8 мотором, 90 КС (67 kW (90 КС)).
- 318: Нешто моћнија верзија 98 КС (73 kW (98 КС)) са 1.8 мотором.
- 318i: Унапређена верзија 316 карактерише М10 1.8 мотор опремљен Bosch K-Jetronic системом убризгавања, уведен 1979, као наследник карбуратор верзије 318.
- 320: Истакнути М10 четвороцилиндрични мотор са Solex двогрлим карбуратором (32/32DITA), 109 КС (81 kW (109 КС)).
- 320i: Унапређена верзија од 320 са М10 мотором; Bosch K-Jetronic (LambdаО2) системом за убризгавање горива, 125 КС и диференцијалом са ограниченим проклизавањем као опција.
- 320/6: Истакнути нови BMW од 6 цилиндра, М20 2.0 и Solex четворогрли карбуратор; замењује 320/4 M10 из 1979.
- 320is: 1980/320is за Северну Америку је понудио Recaro спортска седишта, задњи антиролл бар, диференцијал са ограниченим проклизавањем, фелне са крацима Alpina look, већи пречник предњег антиролбара, спортски трокраки кожни волан, и посебан предњи спортски спојлер.
- 323i: Са М20 и Bosch K-Jetronic системом за убризгавање горива, 323i је био топ-модел у складу са 143 КС (107 kW (143 КС)) и четири диск серво кочнице. 5-степени мењач овердрајв постао стандардан после јануара 1980. године. Опције укључују серво, контраш спорт 5-степени мењач, диференцијал са ограниченим проклизавањем од 25%.

## Варијанте
- САД тржиште је захтевало различите фарове, у односну на европске и друге извозне верзије.
- 320i је био доступан за САД тржиште и изузетно се разликовао од европских модела. Одељење за саобраћај - (ДОТ) сачинило је безбедносне прописе - потребне веће бранике, другачије сетове фарова и дот маркери лампе са стране (мачје око).
- Прилагођавање мотора у сусрет САД регулативи издувних гасова, резултовало је мањим мотором у 320i варијанти (смањен на 1.8) и мање снаге мотора у односу на европске верзије.
- Пре него што су имали своје „BMW-M” аутомобиле, постојале су мале европске перформанс компаније као што су Hartge, Alpina и AC Schnitzer које су нудиле своје модификоване тјуниране афтермаркет моделе.
- Браћа Херберт и Ролф Хартге су започели модификовацију BMW-ова у мањем броју у Мерзиг - Немачка. Око 1971. Херберт Хартге је био укључен у аутомобиле од младости и од 1969. до 1983. био је успешан возач Формуле В трка и тјунинг аутомобила, пре свега BMW-ова.
- Пошто су модификовани аутомобили од стране перформанс компанија Hartge и Alpina били толико бржи, и далеко више спортски него америчка верзија, они су били доступни углавном богатим људима и неколико мањих предузећа.
- У касним 70-им и раних 80-их, Hardge је понудио два модела Е21: Hardge H3 323i и 335i H3S.
- Први Е21 Hardge H3 323i: многи од њих су направљени према специфичним захтевима купца. Користећи модификоване делове Hardge нуди у продаји брошуре и каталоге. Опције о променама укључују разне измене каросерије, модификовани 2.3 M20 мотор 134 kW (180 КС), избор у 5 брзина преноса: "економски", који је био стандардни петостепени мењач са H брзинама са првом брзином горе и петом горе, и "контрашем" (спортским мењачем) са својим првом брзином доле лево. Hardge је понудио и однос у степену преноса у задњем диференцијалу за побољшање перформансе на отвореном путу, планинске вожње, на стази. Тако су односи у диференцијалима долазили до 4:71.
- Други Е21 модел је чудовиште Hardge H3S 335i. За ово Hardge је модификовао 6 цилиндара 3.5 мотор пресађен из BMW-a 635csi. Ово мотор је производио 153 kW (205 КС) где је постојала редукција у снази. Мотор 3.5 заједно са Е21 каросеријом је мањи и лакши од серије 6 и 7, ово прелази те границе исте шасије и било је неопходно да се смањи снага мотора за 13 КС како би добили одобрење за употребу возила. Године 1982, захваљујући глави, вентилима, брегастој осовини и издувној грани, специфичне снаге су достигле врхунац од 240 КС и максималне брзине од 240 km/h који је лансирао овај ауто од 0-100 km за 5,97 секунди.
- H3S имао је имао две опције за пренос, оба мануелна 5-степена мењача. Први је био из BMW 735 са конвенционалном првом брзином до врха и дуже односе у брзинама. Други је био извођење контраш мењача у спорт верзији 635csi са својом првом брзином доле лево као и кратке прелазак између зупчаника за брже убрзање.
- Оба модела су понудили обиље могућности за прилагођавање са разним прибором, укључујући и додатне инструменте, предња и задња седишта у кожи, разни дезени тканина у комбинацији са кожом, или посебне пресвлаке, електронске ретровизоре, Hardge амблем, суспензија која је у већини случајева била Bilstein B6 sport или Koni, спуштене опруге - напред 60; позади 40, издувна грана на мотору (плетенице), издувни лонци, мотор, алу фелне, кочнице, диференцијал са хлађењем, и друге опције доступне у Hardge каталозима. Иако је BMW завршио производњу модела Е21 1983, Hardge је наставио да нуди делове у својим брошурама за Е21 и после 1989.
- Алпина је понудила V6 2.8, представљен 1978. године. Производио се од марта 1978. до јануара 1983. године. Само 533 модела је направљено. V6 2.8 је пресадио 2.8 М30 мотор од 528i модела у 323i. Алпина је опремљена кованим Маhle клиповима, модификовање коморе за сагоревање, и користи Zenitov систем за убризгавање горива. Ове модификације су подигле снагу мотора од 177 КС на око 200 КС.
- Кабриолет конверзије понудила је Karosserie Baur GmbH, на основу редовних Е21 модела. Кабриолет конверзија је била састављена од тарга крова и независног задњег платненог крова. Производња Баур-а почела је 1978, а продавано је преко BMW дилерске мреже. Сви кабриолети су били под BMW гаранцијом. Укупно 4.595 возила су произведена пре него што производња завршена августа 1981. године.

## Галерија
- 320i за америчко тржиште (САД)
- 323i салон (УК)
- Баур кабрио верзија возила
- BMW 316